# 13481 Aubele
13481 Aubele este o planetă minoră (asteroid) din centura de asteroizi. A fost descoperită pe 6 noiembrie 1978 la Observatorul Palomar de Eleanor F. Helin. 
Obiectul prezintă o orbită caracterizată de o semiaxă mare de 2,5708606 UAi, o excentricitate de 0,21, o înclinație de 5,62171 ° în raport cu ecliptica.